# 門馬直衛
門馬 直衛（もんま なおえ、1897年〈明治30年〉3月6日 - 1961年〈昭和36年〉10月6日）は、日本の音楽評論家。次男は同じく音楽評論家の門馬直美。

## 人物・来歴
福島県相馬郡原町出身。旧制第二高等学校、東京帝国大学法学部卒業。雑誌『月刊楽譜』などを編集。1929年武蔵野音楽学校教授、のち武蔵野音楽大学教授。「サンタ・ルチア」ほか訳詞も多い。

## 著書

### 単著
- 『ベートーフェン』岡田日栄堂〈音楽家と音楽 第1〉、1924年3月。 NCID BA33045686。全国書誌番号:43040657。
- 『シューベルト』岡田日栄堂〈音楽家と音楽 第2〉、1924年4月。 NCID BA43910306。全国書誌番号:43040658。
- 『楽譜なしに誰にも解る音楽理論の常識』岡田日栄堂〈オカダ音楽文庫 第1編〉、1924年4月。 NCID BB01611827。全国書誌番号:43046763。
- 『シューマン』岡田日栄堂〈音楽家と音楽 第3〉、1924年7月。 NCID BA32112391。全国書誌番号:43040659。
- 『音楽地理各国の音楽の特徴』岡田日栄堂〈オカダ音楽文庫 第2編〉、1924年8月。 NCID BA86667163。全国書誌番号:43046764。
- 『楽典』岡田日栄堂、1925年12月。 NCID BA53081161。全国書誌番号:43050971。
- 『日比谷公園音楽堂演奏曲目解説集』 第1輯、岡田日栄堂、1926年7月。 NCID BN15940821。全国書誌番号:43051160。
- 『最新楽典教科書』岡田日栄堂、1927年3月。全国書誌番号:44048380。
- 『音楽解説』敬文館、1928年12月。 NCID BN11904407。全国書誌番号:46093078。
- 『音楽理論講義』敬文館、1929年9月。 NCID BA43601662。全国書誌番号:46081172。
- 『名曲解剖』春秋社〈世界音楽講座 XII 97〉、1933年5月。 NCID BA58256852。全国書誌番号:47038943。
- 『音楽解剖学』 b、春秋社〈世界音楽講座 XII 97b〉、1934年4月。 NCID BA58255984。全国書誌番号:47038944。
- 『音楽美学』 a、松柏館書店〈世界音楽講座 XII 95 a〉、1934年8月。 NCID BA58263632。全国書誌番号:47038947。
- 『声楽史』松柏館書店〈世界音楽講座 IV 38 a〉、1934年10月。 NCID BA30755379。全国書誌番号:21659439。
- 『音楽解剖学』 c、春秋社〈世界音楽講座 XII 97c〉、1934年10月。 NCID BA58255984。全国書誌番号:47038948。
- 『音楽美学』 c、春秋社〈世界音楽講座 XII 97c〉、1934年10月。 NCID BA58255984。全国書誌番号:47038948。
- 『旋律作曲法』松柏館書店〈世界音楽講座 VIII 69〉、1934年11月。 NCID BA58247352。全国書誌番号:20268761。
- 『舞踏史』松柏館書店〈世界音楽講座 XVI 116〉、1934年。 NCID BA7261905X。全国書誌番号:22127808。
- 『作曲法概説』春秋社、1935年7月。 NCID BA47430969。全国書誌番号:46090605。
- 『対位法学』 初等音楽講座 第5巻、音楽世界社、1935年9月。 NCID BB07615081。全国書誌番号:47024564。
- 『西洋音楽史』 上巻、春秋社、1935年11月。 NCID BA4373664X。全国書誌番号:47004732。
- 『音楽美学』 b、松柏館書店〈世界音楽講座 XII 95 b〉、1935年11月。 NCID BA58263632。
- 『西洋音楽史』 下巻、春秋社、1936年1月。 NCID BA4373664X。全国書誌番号:46060207。
- 『音楽演出史話』音楽世界社、1936年2月。 NCID BA42438759。全国書誌番号:46046268。
- 『楽典解説』春秋社、1936年12月。 NCID BA47946881。全国書誌番号:46047253。
- 『名曲の解説』音楽世界社、1937年7月。 NCID BA36833293。全国書誌番号:46074416。
- 『音楽の鑑賞』春秋社、1940年8月。 NCID BN15594640。全国書誌番号:46046630。
- 『西洋音楽史要』刀江書院、1940年10月。 NCID BA69000249。全国書誌番号:46060653。
- 『和声の話』新興音楽出版社、1941年4月。 NCID BA66413967。全国書誌番号:46023360。
- 『ベートーヴェン月光の曲』春秋社松柏館〈名曲物語〉、1946年。全国書誌番号:46023416。
- 『シュウバアト未完成交響曲』春秋社松柏館〈名曲物語〉、1946年。 NCID BA53645314。全国書誌番号:46023417。
- 『別れの曲』春秋社松柏館〈名曲物語〉、1946年。 NCID BA49493755。全国書誌番号:46023418。
- 『音楽の知識』旺文社〈生活文化シリーズ〉、1947年10月。 NCID BA46925671。全国書誌番号:46023292。
- 『音楽の教養』湖山社、1947年11月。 NCID BA46926142。全国書誌番号:49004134。
- 『音楽の美』雄鶏社、1948年2月。 NCID BN1520818X。全国書誌番号:50003714。
- 『ベートーヴェン鑑賞』天絃社、1948年7月。 NCID BA61719256。全国書誌番号:46023398 全国書誌番号:60004538。
- 『楽典解説 楽譜の読み方』全音楽譜出版社、1948年。 NCID BA39625973。全国書誌番号:49009222。
- 『音楽形式』音楽之友社、1949年4月。 NCID BN07952767。全国書誌番号:21745695。
- 『音楽の美と鑑賞』雄鶏社、1949年4月。 NCID BA62067605。全国書誌番号:49002447。
  - 『音楽形式』（新版）音楽之友社〈音楽講座〉、1978年1月。 NCID BN0029924X。全国書誌番号:78005461。
- 『ベートーヴェン解説』協立書店、1950年5月。 NCID BA40600594。全国書誌番号:50001726。
- 『大音楽家物語』協立書店、1951年3月。 NCID BA82220567。全国書誌番号:51001902。
- 『ベートーヴェン 生涯と作品』協立書店、1951年3月。 NCID BN08011312。全国書誌番号:51002152。
- 『音楽の美』音楽之友社〈音楽文庫 第44〉、1952年10月。 NCID BN11904633。全国書誌番号:52011817。
- 『大音楽家物語』音楽之友社〈音楽文庫 第56〉、1953年3月。 NCID BN15289691。全国書誌番号:53002525。
- 『西洋音楽史要』春秋社、1957年2月。 NCID BN05981855。全国書誌番号:52003396。
- 『音楽の教養』春陽堂書店、1957年。 NCID BA43688059。全国書誌番号:57003535。

### 編集
- 『童謡唱歌集』 第1、春秋社〈家庭音楽全集 第10巻〉、1936年。全国書誌番号:46048221。
- 『アメリカ歌曲集』春秋社松柏館、1946年5月。 NCID BB21604700。全国書誌番号:46023458。
- 『大音楽家の肖像と生涯』音楽之友社、1955年6月。 NCID BN07122453。全国書誌番号:55004517。

#### 世界音楽全集
- 『世界独唱曲集』春秋社〈世界音楽全集 第6巻〉、1929年10月。 NCID BA28362974。全国書誌番号:47023772。
- 『世界民謡曲集』春秋社〈世界音楽全集 第12巻〉、1930年6月。 NCID BN07919320。全国書誌番号:47023778。
- 『音楽辞典』 第1、春秋社〈世界音楽全集 第20巻〉、1931年12月。 NCID BA19074811。全国書誌番号:47023784。
- 『音楽辞典』 第2、春秋社〈世界音楽全集 第21巻〉、1936年9月。 NCID BN11486420。全国書誌番号:46060932。
- 『世界歌曲集』春秋社〈世界音楽全集 第23巻〉、1931年3月。 NCID BN11487897。全国書誌番号:47023832。
- 『日本歌曲集』春秋社〈世界音楽全集 第27巻〉、1932年5月。 NCID BN0792369X。全国書誌番号:47023789。
- 『宗教音楽集』春秋社〈世界音楽全集 第31巻〉、1932年4月。 NCID BN0792482X。全国書誌番号:47023791。
- 『学校唱歌集』春秋社〈世界音楽全集 第35巻〉、1932年7月。 NCID BN07925709。全国書誌番号:47023794。
- 『教育唱歌集』春秋社〈世界音楽全集 第36巻〉、1933年10月。 NCID BN07925786。全国書誌番号:47023795。
- 『世界新独唱曲集』春秋社〈世界音楽全集 第38巻〉、1932年11月。 NCID BN07926009。全国書誌番号:47023797。
- 『日本新童謡曲集』春秋社〈世界音楽全集 第42巻〉、1932年12月。 NCID BN07926789。全国書誌番号:47023800。
- 『劇音楽集』春秋社〈世界音楽全集 第44巻〉、1933年9月。 NCID BN07927103。全国書誌番号:47023802。
- 『世界新歌曲集』春秋社〈世界音楽全集 第45巻〉、1933年8月。 NCID BN07927158。全国書誌番号:47023803。
- 『現代ピアノ名曲集』春秋社〈世界音楽全集 第47巻〉、1933年4月。 NCID BN05170058。全国書誌番号:47023805。
- 『現代ヴァイオリン曲集』春秋社〈世界音楽全集 第48巻〉、1933年5月。 NCID BN0517015X。全国書誌番号:47023806。
- 『愛国唱歌集』春秋社〈世界音楽全集 第51巻〉、1936年5月。 NCID BN07927872。全国書誌番号:46060931。
- 『学校合唱曲集』春秋社〈世界音楽全集 第52巻〉、1933年7月。 NCID BN07927930。全国書誌番号:47023808。
- 『世界民謡曲集』 第2、春秋社〈世界音楽全集 第53巻〉、1933年11月。 NCID BN07919320。全国書誌番号:47023834。
- 『音楽図鑑』春秋社〈世界音楽全集 第58巻〉、1933年4月。 NCID BN0792806X。全国書誌番号:47023809。
- 『児童ピアノ曲集』春秋社〈世界音楽全集 第61巻〉、1933年12月。 NCID BA7145042X。全国書誌番号:47023810。
- 『児童ヴァイオリン曲集』春秋社〈世界音楽全集 第62巻〉、1934年1月。 NCID BN07928398。全国書誌番号:47023811。
- 『ヴァイオリン協奏曲集』 第1、春秋社〈世界音楽全集 第66巻〉、1934年4月。 NCID BN07928729。全国書誌番号:47023813。
- 『ヴァイオリン協奏曲集』 第2、春秋社〈世界音楽全集 第67巻〉、1934年6月。 NCID BN07928729。全国書誌番号:47023835。
- 『中等ピアノ曲集』春秋社〈世界音楽全集 第68巻〉、1934年2月。 NCID BN0792881X。全国書誌番号:47023814。
- 『中等ヴァイオリン曲集』春秋社〈世界音楽全集 第69巻〉、1934年2月。 NCID BN07928831。全国書誌番号:44066192。
- 『最新ピアノ曲集』春秋社〈世界音楽全集 第70巻〉、1935年4月。 NCID BN05170171。全国書誌番号:47023816。
- 『アリア名曲集』 第1、春秋社〈世界音楽全集 第77巻〉、1935年7月。 NCID BN07929798。全国書誌番号:47023820。
- 『アリア名曲集』 第2、春秋社〈世界音楽全集 第78巻〉、1935年11月。 NCID BN07929798。全国書誌番号:47023820。
- 『室内楽曲集』春秋社〈世界音楽全集 第82巻〉、1935年9月。 NCID BN07930243。全国書誌番号:47023824。
- 『交響曲集』 第4、春秋社〈世界音楽全集 第83巻〉、1935年10月。 NCID BN07929652。全国書誌番号:47023825。
- 『ピアノ聯弾曲集』春秋社〈世界音楽全集 第84巻〉、1935年5月。 NCID BA35903203。全国書誌番号:47023826。
- 『家庭音楽集』 第2、春秋社〈世界音楽全集 第85巻〉、1935年6月。 NCID BN0789449X。全国書誌番号:47024655。
- 『初等オルガン曲集』春秋社〈世界音楽全集 第86巻〉、1936年2月。 NCID BN07931803。全国書誌番号:46060930。
- 『初等ヴァイオリン曲集』 第2、春秋社〈世界音楽全集 第87巻〉、1935年8月。 NCID BB15387029。全国書誌番号:47023828。
- 『世界独唱曲集』 第2、春秋社〈世界音楽全集 第88巻〉、1936年1月。 NCID BN07895018。全国書誌番号:46060929。
- 『古代音楽集』春秋社〈世界音楽全集 第90巻〉、1936年4月。 NCID BN07932759。全国書誌番号:46060927。
- 『ギタア名曲集』春秋社〈世界音楽全集 別巻 第1〉、1935年5月。 NCID BN0793357X。全国書誌番号:47023829。
- 『マンドリン曲集』春秋社〈世界音楽全集 別巻 第5〉、1936年3月。 NCID BN07933194。全国書誌番号:46060926。

#### 世界民謡全集
- 『イタリア篇』 第1、音楽之友社〈世界民謡全集 第1〉、1958年7月。 NCID BN05812778。全国書誌番号:52006260。
- 『イタリア篇』 第2、音楽之友社〈世界民謡全集 第2〉、1958年9月。 NCID BN05812778。全国書誌番号:52006261。
- 『イギリス篇』 第1、音楽之友社〈世界民謡全集 第3〉、1958年11月。 NCID BN05812778。全国書誌番号:52006262。
- 『イギリス篇』 第2、音楽之友社〈世界民謡全集 第4〉、1958年12月。 NCID BN05812778。全国書誌番号:52006263。
- 『ドイツ篇』音楽之友社〈世界民謡全集 第5〉、1960年7月。 NCID BN05812778。全国書誌番号:52006264。
- 『フランス篇』音楽之友社〈世界民謡全集 第6〉、1960年9月。 NCID BN05812778。全国書誌番号:52006265。
- 『エスパニア篇』音楽之友社〈世界民謡全集 第7〉、1961年12月。 NCID BN05812778。全国書誌番号:52006266。
- 『ロシア篇』音楽之友社〈世界民謡全集 第8〉、1959年4月。 NCID BN05812778。全国書誌番号:52006267。

### 翻訳
- シナイデル『音楽の感得』南葵文庫音楽部〈南葵音楽叢書 第1篇〉、1923年9月。 NCID BA33048243。全国書誌番号:43040567。
- プレイゲル『音楽形式論』南葵文庫音楽部〈南葵音楽叢書 第2篇〉、1923年9月。 NCID BA31897550。全国書誌番号:43040568。
- スタンフォード『作曲の最近傾向を論ず』南葵文庫音楽部〈南葵音楽叢書 第3篇〉、1923年9月。 NCID BA31898305。全国書誌番号:43040569。
- ヘンダースン『オーケストラ講話』岡田日栄堂、1925年5月。 NCID BA4876720X。全国書誌番号:43049880。
- スタンフォード『作曲法』岡田日栄堂、1925年5月。 NCID BA4244139X。全国書誌番号:43049881。
- 『独逸民謡集』 第1-第3、セノオ音楽出版社、1927年。全国書誌番号:47011005。
- グルューンベルヒ『ヴァイオリン奏法』春秋社、1932年5月。 NCID BA49567079。全国書誌番号:47029974。
- H.A.Miller『近代和声論』春秋社、1934年。 NCID BA30288852。全国書誌番号:20268757。
- ゲオルク・キンスキー『目で見る音楽史』音楽之友社、1954年5月。 NCID BN04642264。全国書誌番号:54004232。

### 共著
- 渋井二夫、門馬直衛『音楽遊戯』 a（体育ダンス論）、松柏館書店〈世界音楽講座 16 123a〉、1934年9月。 NCID BN11321442。全国書誌番号:20860271。

### 共編
- 門馬直衛、門馬直美 編『中欧篇』 第1、音楽之友社〈世界民謡全集 第10〉、1966年11月。 NCID BN05812778。全国書誌番号:52006268。